# Izba Pamięci Drogownictwa w Skwierzynie
Izba Pamięci Drogownictwa w Skwierzynie – muzeum położone w Skwierzynie, poświęcone historii drogownictwa.
Placówka działa w pochodzącym z 1980 roku budynku administracyjnym skwierzyńskiego Obwodu Drogowego Generalnej Dyrekcji Dróg Krajowych i Autostrad. Inicjatorem jego powstania był kierownik Obwodu, Stanisław Brzeziński
W zbiorach muzeum znajdują się m.in. liczne dokumenty, publikacje, mapy oraz plany związane z budową dróg (m.in. akt erekcyjny przepustu przez drogę lokalną we wsi Rokitno, sporządzony w języku niemieckim, odkopany w butelce podczas prac drogowych w latach 80. XX wieku), przyrządy pomiarowe, sprzęt do liczenia, narzędzia wykorzystywane przez drogowców, elementy umundurowania oraz pamiątki okolicznościowe (medale, dyplomy, odznaczenia). Osobną część kolekcji zajmują tablice, drogowskazy oraz znaki drogowe (placówka posiada zrekonstruowany komplet znaków, obowiązujących w Polsce w 1938 roku).

W skład ekspozycji plenerowej wchodzą kamienie milowe, drogowskazy kamienne oraz drewniane, bariery i poręcze, a także walec doczepny, wyprodukowany przed II wojną światową w fabryce Gutmanna we Frankfurcie nad Odrą.